# غابة الأماني
غابة الأماني مسلسل رسوم متحركة أمريكي يتكون من 13 حلقة عرض لأول مره في 18 سبتمبر 1987 واستمر عرضه حتى 11 ديسمبر 1987 . تمت دبلجة المسلسل للغة العربية .

## روابط خارجية
- غابة الأماني على موقع IMDb (الإنجليزية)
- غابة الأماني على موقع كينوبويسك (الروسية)
- غابة الأماني على موقع قاعدة بيانات الفيلم (الإنجليزية)